# Homoneura crucifera
Homoneura crucifera är en tvåvingeart som beskrevs av Mitsuhiro Sasakawa och Ikeuchi 1983. Homoneura crucifera ingår i släktet Homoneura och familjen lövflugor. Inga underarter finns listade i Catalogue of Life.